# Gran Premio Justiniano Race
El Gran Premio Justiniano Race (oficialmente: Grand Prix Justiniano Race) es una carrera ciclista profesional que se realiza en el mes de marzo al sur de la provincia de Antalya en Turquía. Creada en 2019, forma parte del UCI Europe Tour desde su primera edición, en la categoría 1.2.
La primera edición fue ganada por el ciclista turco Onur Balkan.

## Palmarés
| Año                           | Ganador          | Segundo           | Tercero            |           |
| ----------------------------- | ---------------- | ----------------- | ------------------ | --------- |
| Gran Premio Justiniano Hotels |                  |                   |                    |           |
| 2019                          | Onur Balkan      | Siarhei Papok     | Mykhailo Kononenko |           |
| 2020                          | cancelada        | cancelada         | cancelada          | cancelada |
| Gran Premio Justiniano Race   |                  |                   |                    |           |
| 2022                          | Yauheni Karaliok | Mohd Harrif Saleh | Joren Bloem        |           |

## Palmarés por países
| País        | Victorias |
| ----------- | --------- |
| Turquía     | 1         |
| Bielorrusia | 1         |